# Myzomela wakoloensis
Papa-mel-do-wakolo ou suga-mel-de-buru (Myzomela wakoloensis) é uma espécie de ave da família Meliphagidae.
É endémica da Indonésia.
Os seus habitats naturais são: florestas subtropicais ou tropicais húmidas de baixa altitude, florestas de mangal tropicais ou subtropicais e regiões subtropicais ou tropicais húmidas de alta altitude.